# Йоребру СК
Йоребру СК (на шведски: Örebro Sportklubb, Йоребру Спортклуб) е шведски футболен отбор от едноименния град Йоребру. Състезава се в най-високото ниво на шведския футбол групата Алсвенскан.

## Успехи
- Алсвенскан: (1 ниво)
  -  Второ място (2): 1991, 1994
  -  Бронзов медал (1): 2010
- Купа на Швеция:
  -  Финалист (2): 1987 – 1988, 2014 – 2015

### Международни
- Купа Пиано Карл Рапан:
  -  Носител (2): 1988, 1991
- Интертото:
  - 1/2 финалист(1): 1996

## Европейски турнири
Участвал е в турнирите за купата на УЕФА.